# Sant Vicent de sa Cala

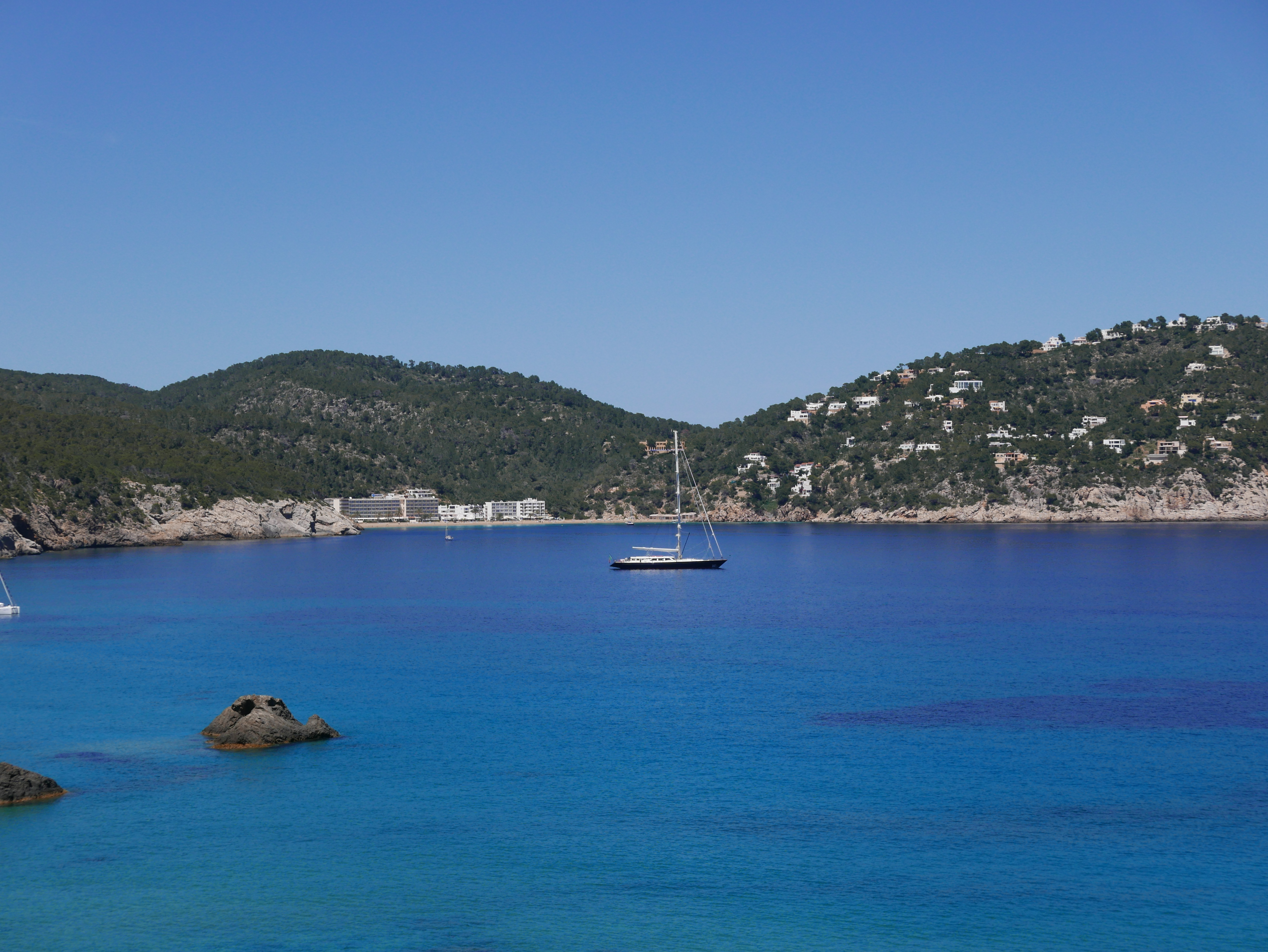
Cala San Vicente

Sant Vicent de sa Cala (spanisch: San Vicente) ist einer von sieben Ortsteilen der Gemeinde Sant Joan de Labritja (San Juan Bautista) auf der Balearen-Insel Ibiza (Eivissa). Die Kirche von Sant Vicent liegt an der Straße (EI-321) zwischen Sant Joan und Cala Sant Vicent.
Zwischen Sant Vicent und Cala Sant Vicent liegt auch die Höhle von Es Culleram. In diesem 1907 entdeckten Grottentempel fand man diverse Terrakotta-Figuren aus der phönizisch/punischen Zeit der Insel (7. bis 2. Jahrhundert v. Chr.), u. a. der Hauptgöttin Tanit. Diese können heute im Archäologischen Museum von Ibiza besichtigt werden.